# 園田涼
園田 涼（そのだ りょう、1986年10月25日 - ）は、兵庫県出身のピアニスト・キーボーディスト・作曲家である。

## 来歴
兵庫県宝塚市に生まれる。その後、ほどなくして三木市に移住し、エレクトーンを習い始める。
灘中学校・高等学校卒業、東京大学文学部社会学科卒業。
灘校在学中に小曽根真に衝撃を受けジャズピアノを始め、東京大学在学中にキーボード・マガジン主催のシンセサイザー・コンテストで全国一位を獲得。
同時期にゴスペラーズや藤井フミヤのバックキーボーディストを日本武道館・大阪城ホールにて務め、本格的なプロ活動を開始。
そうした活動の傍ら、大学在学中に出会った音楽仲間と結成した、自身がリーダーを務めるインストゥルメンタル・バンド「ソノダバンド」が2010年にメジャーデビュー。
2013年、ソロピアノアルバム「Do (Not) Let Me Go」を発表。
2014年のバンド解散後、本格的にソロキャリアをスタート。
以下、2014年以降の活動について記述。
5月
- 東京大学にてピアニスト・数学者の中島さち子と講演。

6月
- 作家・江國香織の朗読とのコラボレーションを湯布院での音楽イベント「旅する音楽」にて披露。
- TBSのヴォーカリスト・コンペティション番組「Sing!Sing!Sing!」にて審査員を務め始める。
- 山崎千裕・DEPAPEPEのギタリスト・三浦拓也とのツアーを敢行。

8月
- FIRE HORNSのツアーに参加。
- TBSの音楽番組「音楽の日」ハウスバンド・ピアニストを務める。

9月
- TBS「Sing!Sing!Sing!」にて挑戦者の歌唱する楽曲のアレンジを担当。

10月
- ゲーム音楽オーケストラ「JAGMO」の音楽監督・編曲を務める。
- タイナカ彩智との二台ピアノコンサート「郷愁の森 vol.1」を東京・神戸にて敢行。
- TBS「Sing!Sing!Sing!」シーズンフィナーレにて、アレンジャー・キーボーディストとして参加。

11月
- TOKYO DESIGNERS WEEKにてソロピアノ公演。
- wowow「宝塚プルミエール」のスペシャル回にて元宝塚トップスター・スターら6人の歌唱曲の編曲を担当し、バンドマスターとして収録に参加。
- 二度目となる、江國香織の朗読とのコラボレーションを成城ホールにて行う。
- クレモンティーヌのアルバム「CLEMENTINE SINGS Disney」に「流れ星のワルツ」を提供（世界初となるディズニー公認の「わんわん物語」インスパイアソング）。

12月
- 麻衣の長崎公演にピアノで参加。
- 初のピアノトリオライブ「The Trio, The Longing」を銀座ヤマハスタジオにて行う（ベース：井上陽介、ドラム：大槻”KALTA”英宣）。
- GACKT×東京フィルハーモニー交響楽団「華麗なるクラシックの夕べ」にピアニストで参加（指揮：栗田博文）。
- ソロピアノアルバム「YOU」「I」を2枚同時発売。

2015年
1月
- 石井一孝コンサート「Winter's Diamond」にシンセサイザーで参加。
- アルバム発売記念ツアー「YOU&I」を開催。4都市にて公演。

2月
- クレモンティーヌの来日ツアーにバンドマスターとして参加。
- 「AKIHIDE Special Live 月と星のキャラバン ～旅の終わり、そして始まり～」にキーボードで参加。
- ゲーム音楽オーケストラ JAGMO「伝説の交響楽団」一部楽曲の編曲を務める。

4月
- TBS「Sing!Sing!Sing!」2ndシーズンフィナーレにて、アレンジャー・キーボーディストとして参加。

5月
- 神戸新聞にて随想の執筆を開始。
- NHK「The Covers」郷ひろみ出演回にピアニストとして参加。

6月
- BS-TBS「甦る昭和の名曲３時間スペシャル」にピアニストとして参加。

7月
- NHK「歌謡コンサート」にて、大竹しのぶの朗読のバックでピアノ演奏。
- JUNHO(From 2PM)Solo Tour 2015 "Last Night"にキーボード＆バンドマスターとして参加（Zepp DiverCity、Zepp Fukuoka、Zepp Namba、Zepp Sapporo、Zepp Nagoya、横浜アリーナ、神戸ワールド記念ホールでの計15公演）。

8月
- イギリスのミュージカル俳優、ジョン・オーウェン＝ジョーンズの日本公演にシンセサイザーで参加（於：東京芸術劇場）。

9月
- 読売新聞オンラインにて「ソノダ涼風ファンタジー」執筆開始。
- ゴスペラーズ・鈴木雅之らの出演する「Soul Power Summit」にシンセサイザーで参加（於：東京国際フォーラム、グランキューブ大阪）。
- NHK「SONGSスペシャル」矢沢永吉出演回にピアノ・キーボードで参加。

10月
- 自身初のピアノトリオアルバム「Love Letter to Chopin」をリリース。全国5カ所のコンサートツアーを敢行。
- ソプラノ歌手・湯浅桃子のアルバム「Lullaby from the sky」に編曲・ピアノで参加。
- アレンジャー・島田昌典のラジオ番組「from Great Studio」に出演。
- NHK BSプレミアム「ザ少年倶楽部」にて、KAT-TUN×2台ピアノの企画で編曲・演奏（もう一人のピアニストはハタヤテツヤ）。

11月
- 横浜アリーナで催された日本テレビ「バズリズムライブ」にJUNHO(from 2PM)のキーボード&バンドマスターとして参加。
- 赤穂市観光大使に就任。
- 八代亜紀コンサート（於・ブルーノート東京）にキーボードで参加。
- 成城ホールにて女優・中江有里とのコラボレーションイベント「言葉と音楽が旅をする」開催。

12月
- テレビ朝日「題名のない音楽会」にシンセサイザーで参加。
- テレビ朝日「ミュージックステーションスーパーライブ」に星野源のピアニストとして参加。
- ヴァイオリニスト・枝並千花、チェリスト・古川展生とのトリオでディナーショーに出演（於・インターコンチネンタルホテル東京ベイ）。
- KinKi Kidsコンサート 「2015-2016」（於・京セラドーム・東京ドーム）にピアニストとして参加。

2016年
1月
- 「We are Sneaker Ages 関東グランプリ大会」(於・新宿文化センター大ホール）にて審査員・ゲスト演奏。
- TBS「歌王2016」にピアニストとして参加。
- チャリティーライブイベント「Dreamin' Kobe」(於：新神戸オリエンタル劇場)に自身のピアノトリオで出演。
- グアムにてピアノトリオライブを行う。

2月
- ホテルオークラつくばにてディナーショー開催。
- ミュージカル「スーベニア」（於・シアターコクーン）にて新妻聖子のピアニストとして出演。
- 上間綾乃のコンサートにピアニストとして出演。

3月
- 帯広にて、由紀さおりのコンサートにピアニストとして出演。
- 東京大学にて、高校生向けの講演を行う。
- AKIHIDEコンサートツアー「桜の森の満開の下で」に参加(於・日本橋三井ホール、名古屋ダイアモンドホール、梅田クラブクアトロ)。

4月
- ヴァイオリニスト・枝並千花のアルバムをレコーディング。全曲アレンジと演奏で参加。

5月
- 屋良朝幸主演のオリジナルミュージカル「The Circus!」の音楽を担当（於・よみうり大手町ホール、青少年文化センターアートピアホール、サンケイホールブリーゼ。25回公演）。
- NHK「明日へつなげるライブ」にピアニストとして出演（於・奥羽大学体育館）。

6月
- BS-TBS「由紀さおりの素敵な音楽館」アレンジャー・バンドマスターとして参加開始。

7月
- AKIHIDEのコンサート「AKIHIDE MUSIC THEATER 想い出プラネタリウム」に出演(六本木EXシアター)。
- JUNHO (From 2PM) Solo Tour 2016 "HYPER"にキーボード＆バンドマスターとして参加（サンパレス福岡、Zepp Namba、Zepp Sapporo、Zepp Nagoya、代々木第一体育館での計12公演）
- NHK「うたコン」にピアニストとして出演。

8月
- サントリーホールにて催された、中川晃教デビュー15周年記念コンサートにピアニストとして出演（東京シティ・フィルハーモニック管弦楽団、指揮・栗田博文）。
- 上間綾乃ツアーにピアニストとして参加(名古屋ブルーノート・ビルボード大阪)。
- 自身のユニット「三角関係 feat. 三浦拓也」のデビューアルバムをキングレコードよりリリース。

9月
- NHK「明日へつなげるライブ」にピアニストとして出演。
- 「We are Kinki Kids Live Tour 2016 TSUYOSHI＆KOICHI」にピアニストとして参加（東京・日本武道館、愛知・日本ガイシホール、宮城・セキスイハイムスーパーアリーナ、大阪・大阪城ホール・北海道・札幌セキスイハイムアイスアリーナ、広島・広島グリーンアリーナ、福岡・マリンメッセ福岡の計14公演）。

10月
- 母校である灘校の土曜講座に講師して登壇。

11月
- 三角関係 feat. 三浦拓也のアルバムリリースツアー敢行（神戸チキンジョージ、大阪ロイヤルホース、名古屋DOXY、モーションブルー横浜での4公演）。
- テレビ朝日「題名のない音楽会」にキーボードで参加。
- 上間綾乃コンサート（於・日本橋三井ホール）にピアニストとして出演。
- 神戸・若松塾、岡山中学・高校にて2日連続の講演会を行う。
- 新妻聖子ライブにピアニストとして参加。

12月
- JUNHO (From 2PM) Solo Tour 2016 "LAST HYPER NIGHT"にキーボード＆バンドマスターとして参加(日本武道館にて2日間公演)。
- 江國香織と東京・福岡にてコラボレーションイベントを行う。
- 「We are KinKi Kids DOME CONCERT 2016-2017 ～TSUYOSHI ＆ KOICHI～」にピアニストとして参加（東京ドーム・京セラドーム大阪にて計4回公演）。

2017年
1月
- 「We are Sneaker Ages 関東グランプリ大会」にて審査員と、新プロジェクト「ソノダオーケストラ（仮）」のお披露目ライブを行う（於・豊洲PIT）。
- 江國香織×森雪之丞 新作連弾詩集発売記念朗読会「扉のかたちをした闇」（出演・森雪之丞、江國香織、加藤貴子、神木隆之介）の音楽とピアノ演奏を担当（於・日本橋三井ホール）
- 関西テレビのドラマ『大阪環状線～ひと駅ごとの愛物語 Part2』音楽を担当。
- カルメラのピアニスト・パクシンとの2台鍵盤ライブを行う（於・六本木クラップス）。

2月
- Little Glee Monsterのコンサートツアー「Joyful Monster」にキーボーディストとして参加。
- 文化放送「楽器学園〜ガキパラ〜」に出演。武田真治・岡部磨知と番組内にてセッション。

3月
- 超特急「うたうたい Vol.3」にキーボーディストとして参加（於：ニューピアホールにて2日間4回公演）。
- 映画「ラ・ラ・ランド」大ヒット記念イベントにて上白石萌音の歌唱のピアノ演奏・編曲を担当。
- 上間綾乃の仙台公演にピアニストとして参加（仙台育英学園ホール）。

4月
- フランス大使館イベント、日仏交流コンサート「Avec」に三角関係 feat. 赤股賢二郎として出演。

5月
- ヴァイオリン・枝並千花とチェロ・古川展生とのトリオコンサートを王子ホールにて開催。
- コンサルティング会社のリンクアンドモチベーションが運営する、モチベーションアカデミアにて講演会を行う。
- NHK「うたコン」にピアニストとして出演。

6月
- 江國香織とのコラボレーションイベント「本とわたしとジャズな午後」を北九州・黒崎ひびしんホールにて開催。
- 日本テレビ「バズリズム」NHK「シブヤノオト」に秦基博のピアニストとして出演。
- 上間綾乃のアルバム「タミノウタ」にアレンジャー・ピアニストとして参加。

7月
- JUNHO (From 2PM) Solo Tour 2017 "2017 s/s"にキーボード＆バンドマスターとして参加（サンパレス福岡、Zepp Divercity、Zepp Namba、Zepp Sapporo、Zepp Nagoya、横浜アリーナでの計15公演）
- Little Glee Monsterのキーボーディストとして、Dreams Come True主催の野外イベント「ドリフェス」に参加。
- NHK「ザ少年倶楽部」にピアニストとして出演、堂本光一とNEWSの歌唱する「硝子の少年」を伴奏。

8月
- 「上間綾乃ツアー2017～タミノウタ」に参加(於・ビルボードライブ大阪、名古屋ブルーノート、コットンクラブ)。

9月
- 屋良朝幸主演のオリジナルミュージカル「The Circus! Episode One -The Core-」の音楽を担当（於・よみうり大手町ホール、刈谷市総合文化センター アイリス大ホール、サンケイホールブリーゼ、福岡市民会館。35回公演）。

10月
- 灘中学・高等学校90周年記念式典にて、ソノダオーケストラがゲスト演奏を行う（西宮芸術文化センター大ホール）
- ソノダオーケストラ「0th Concert 2017　"行かなくちゃ"」を神戸・東京にて開催。両日ともSold Out（於・クラブ月世界、SELENE b2）。
- NHK「内村五輪宣言！～TOKYO2020開幕1000日前スペシャル～」にピアニストとして出演。椎名林檎・トータス松本のサポートを務める。
- 「コウベ・オールザッツジャズ」にRyo Sonoda Piano Trion, The Longingが出演。
- NHK「うたコン」にピアニストとして出演。

11月
- 「From 2PM To You」にJUNHOのバンドマスターとして参加（於・横浜アリーナ）。
- 中川晃教「コンサート2017 I Sing～time to come～」にシンセサイザーで参加（新国立劇場にて2日間公演）。
- 「阿久悠リスペクトコンサート」にシンセサイザーで参加(東京国際フォーラム・ホールAにて2日間公演)。
- 「赤穂シティマラソン」にてゲスト演奏。
- 三角関係 feat. 三浦拓也ツアー「Around The Table」を神戸・大阪・名古屋・東京にて開催（於・神戸チキンジョージ、梅田ALWAYS、名古屋スターアイズ、ヤマハ銀座スタジオ）。

12月
- NHK「SONGS」Kinki Kids出演回にピアニストとして参加。
- テレビ朝日「ミュージックステーションスーパーライブ」にKinKi Kidsのピアニストとして参加。
- 「KinKi Kids Concert 20.2.21 ～Everything happens for a reason～」にピアにストとして参加（東京ドーム・京セラドーム大阪にて計4回公演）。
- 上間綾乃の沖縄ライブにピアニストとして参加。

2018年
1月
- JUNHO (From 2PM) Winter Special Tour “冬の少年”にキーボード＆バンドマスターとして参加（札幌ニトリ文化ホール、サンパレス福岡、グランキューブ大阪、名古屋国際会議場センチュリーホール、日本武道館での計9公演）。

3月
- クラシックピアニストの須藤千晴と2台ピアノコンサートを銀座ヤマハスタジオにて行う。初のクラシックへの挑戦としてモーツァルトの「2台のピアノのためのソナタ」、ショスタコーヴィッチの「2台のピアノのための組曲」を演奏。

4月
- TVアニメ「宝石の国朗読コンサート」にピアニストとして出演。黒沢ともよの歌唱する楽曲の伴奏も務めた(新宿文化センターにて2回公演)。
- ONODERA GROUPのテレビCM曲を作曲・演奏（ナレーションは三浦知良）。

5月
- ソノダオーケストラ1st Concert「Premiere」開催。

6月
- サーカスの甲府公演にてピアニストを務める。
- ソノダオーケストラのデビューアルバム「MICHELANGELO」発売。タイトルトラックは国立西洋美術館で開催された「ミケランジェロと理想の身体」展のイメージソングとなり、ボーカルバージョンは作詞を江國香織が、歌唱を中川晃教が担当した。
- NHK「うたコン」に石川さゆりのピアニストとして出演。
- 京都ロームシアターにて開催された、葉加瀬太郎のコンサートにピアニストとして出演。
- JUNHO (From 2PM)Solo Tour 2018“FLASHLIGHT”にキーボード＆バンドマスターとして参加（Zepp Nagoya、大阪オリックス劇場、Zepp Divercity Tokyo、福岡サンパレスホール、Zepp Sapporo、日本武道館、大阪城ホールでの計13公演）。

7月
- TOKYO FM「ディアフレンズ」出演。
- 「松井咲子 呼吸するクラシック」出演。
- 「高嶋ちさ子 Gentle Wind」出演。
- 「葉加瀬太郎サマーフェス」大阪公演にソノダオーケストラが出演。

8月
- 文化放送「大竹まこと ゴールデンラジオ」出演。
- サックス奏者・Juny-aとのデュオアルバム「Moon」リリース。
- テレビ朝日「くりぃむクイズミラクル９」出演。園田が最終問題に不正解となり、100万円を逃す。
- 文化放送「大竹まこと ゴールデンラジオ」出演。
- JUNHO (From 2PM)ファンイベント「想像の夜」にピアニストとして出演(東京・神戸)。
- ソノダオーケストラの楽曲「MICHELANGELO」が国立西洋美術館 にて開催された「ミケランジェロと理想の身体」展のイメージソングに起用されたことを受け、島田光理・大浦萌のトリオで国立西洋美術館にてコンサートを行う。

9月
- 渋谷Pleasure Pleasureにて、三角関係 feat. 三浦拓也のコンサートを行う。
- 文化放送「大竹まこと ゴールデンラジオ」出演。
- 中洲Jazz2018に「ソノダオーケストラ and Friends」として出演。
- 横浜赤レンガ倉庫特設会場にて開催の「STAND UP! CLASSIC FESTIVAL」に二家本亮介・髭白健とのトリオで出演。

10月
- モーションブルー横浜にて、Juny-aとのデュオライブを行う。
- サンドウィッチマン ・富澤たけし の初監督作品となるショートムービー「花嫁の手紙」の音楽を担当。(出演：*福田沙紀 ・風間トオル ・川上麻衣子 ・伊達みきお ・他。札幌国際映画祭出品)。
- ヴァイオリニスト・川井郁子 とクローズドイベントに出演。
- BS-TBS「Sound Inn “S”」鈴木愛理 出演回にてチェンバロを演奏。
- ジュスカ・グランペール のコンサートにゲスト出演(於・早稲田スコットホール)。
- コウベオールザッツジャズにピアノトリオで出演。

11月
- BS-TBS「Sound Inn “S”」渡辺美里 出演回にてキーボードを演奏。
- 斎藤ネコ ・大浦萌とのライブを行う。
- 日本テレビ「1億人の大質問?!笑ってコラえて!」に出演。ヤマハのサイレントピアノを演奏。
- 中川晃教コンサート「I Sing~Wonderful Wonder」にバンドマスターとして参加(於・オーチャードホール)。
- Juny-aとのプラネタリウムライブ「夜空と月のメロディ」開催(於・はまぎんこども宇宙科学館)。
- 大槻桃斗・大浦萌とのコンサートツアー「園田涼 LIVE 2018 Premiere 2」を敢行。神戸・福岡・長崎3公演ともSold Out。
- 川島ケイジ コンサート「THE SACRED MOMENT」にソノダオーケストラ String Quartetと共に出演。出ピアノ演奏・全編曲を担当(ゲスト出演：Chage )。

12月
- JUNHO (From 2PM)Last Concert“JUNHO THE BEST”にキーボード＆バンドマスターとして参加（日本武道館にて3日連続公演）。
- 赤坂Biz Towerにてクリスマスコンサートを開催。
- 国立博物館 にて石井希衣・副田真之介とのトリオコンサートを行う。
- TBS・第60回日本レコード大賞 シンセサイザーで参加。

2019年
1月
- 品川駅構内に設置されたストリートピアノを演奏する様子がめざましテレビにてオンエアされる。
- 中川晃教コンサートにピアニストとして出演（於・東京文化会館）。

2月
- 三角関係 feat. 三浦拓也のセカンドアルバム「素敵関係」をキングレコードよりリリース。
- 音楽誌「JAZZ LIFE」の表紙に登場。

3月
- 林部智史の名古屋公演にピアニストとして出演。
- 大橋純子のレコーディング風景がミヤネ屋にてオンエアされる。
- めざましライブにピアニストとして出演。Little Glee Monster、小田和正の伴奏を務める（於・両国国技館）。
- NHK「うたコン」にピアニストとして出演。
- JUNHO(From 2PM)の韓国公演「JUNHO THE BEST IN SEOUL」にキーボード・バンドマスターとして出演（オリンピックホールにて2日間公演）。

4月
- テレビ朝日「日本の名曲グランプリ」大橋純子のバンドマスター・アレンジャーとして出演。
- 豪華客船「ぱしふぃっくびいなす」のクルーズにてピアノトリオでの公演を行う。
- 兵庫県明石市にてソノダオーケストラ・ストリングカルテットとシューマンのピアノクインテットを演奏。
- 八代亜紀・Big Band 'A・ソノダオーケストラストリングカルテットのコラボレーションライブを行う。アレンジャー・ピアニストとして参加（於・明石能舞台）。

5月
- 東京にてソノダオーケストラ・ストリングカルテットとシューマンのピアノクインテットを演奏。
- クレモンティーヌの来日公演にてピアニストを務める（於・ブルーノート東京、ビルボードライブ大阪）。
- サウンドプロデューサー・アレンジャー・ピアニストとして参加した大橋純子の食道がんからの復活アルバム「Terra3～歌は時を越えて～」リリース。
- BSテレ東「徳光和夫の名曲にっぽん」上間綾乃のピアニストとして出演。
- 井上苑子のアルバム「白と色イロ」にピアニストとして参加（「点描の唄 井上苑子ソロver.」）

6月
- サックス奏者・Juny-aとの関西ツアーを敢行。
- 中川晃教コンサートツアー「New Wind with the Trio in Early Summer」にピアニストとして参加（全国15公演）。
- 札幌にて三角関係のディナーショーを行う。

8月
- 中川晃教、藤岡正明、伊礼彼方、加藤和樹、田代万里生、イ・ソジュンらの出演する「Brand New Musical Concert」にピアニストとして参加（オペラシティ・コンサートホールにて2日連続開催）。

9月
- 品川祐とのコラボレーションイベント「手紙～ピアノの調べに乗せて～」を開催。ゲストはしずる、コロコロチキチキペッパーズ。
- 清里の森・野外音楽堂にてJuny-Aと「星降る森の音楽会」開催。

10月
- ピアニスト・西村由紀江、チェリスト・溝口肇、川島ケイジと「ショパンメモリアルコンサート」を開催（於・松方ホール、京都コンサートホール）。
- 世田谷区の開催した「文字・活字文化の日記念講演会」に、「朗読と音楽で楽しむ散歩道」と題して女優の小林聡美と出演（於・成城ホール）。
- Juny-Aとプラネタリウムにて「夜空と月のメロディ」ゲストに佐藤竹善・持田香織を招いて2日間開催。
- 藤岡正明コンサート「ON&OFF」にキーボーディストとして参加。ゲストは鈴木壮麻・石井一孝・田野優花。

11月
- 東京大学・駒場祭にて開催された学術シンポジウム「音楽に神は必要か」に登壇。
- 中国・上海にて開催された「Chage 上海独唱会」にバンドマスター・キーボーディストとして参加。
- ソノダオーケストラのコンサート「演ります！録ります！」開催（於・TOKYO FMホール）。ライブレコーディングを行う。
- 中川晃教コンサート「I Sing～Soul Beat～」にバンドマスターとして参加（於・日本青年館）。

12月
- 三角関係の3都市ツアーを敢行。
- マルディ・チャリティーコンサートに出演。
- 「平方元基プレミアムコンサート」に音楽監督として参加（於・めぐろパーシモンホール）。
- TBS・第61回日本レコード大賞 シンセサイザーで参加。

2020年
3月
- BS-TBS「Sound Inn "S"」にアレンジャー・キーボーディストとして参加。

## タイアップ・テーマソング・提供曲
- 「フェルメール《地理学者》とオランダ・フランドル絵画展」CM曲 「光、透明、または情熱」
- 「ひまの湯」(札幌テレビ放送)オープニングテーマ 「Lisette」
- 「@Heart」(TBSテレビ)オープニングテーマ 「Soul River:2011」
- SK-II「肌道」 CM曲 「素晴らしき朝帰り」
- 赤穂シティマラソンテーマソング「はしれ、はしれ」
- 「news every.」（日本テレビ）お天気コーナーテーマソング 「トーキョー＝ストロール」
- CASIO「Privia」CM曲 「You are so boring!」
- グランツーリスモ5（TVゲーム）挿入曲 「Smoker's Lament」
- YAMAHAシンセサイザー「moxf」デモ曲 「Our Future」
- スマートフォンゲームアプリ「nazo」テーマ曲
- 「ヨルタモリ」オープニングテーマ・エンディングテーマ（ピアノ演奏）
- 関西テレビ放送開局55周年記念ドラマ「Y・O・U やまびこ音楽同好会」劇中音楽
- 関西テレビスペシャルドラマ「狩猟雪姫」メインテーマ・劇中音楽
- 関西テレビ ドラマ『大阪環状線～ひと駅ごとの愛物語』劇中音楽
- 関西テレビ ドラマ『大阪環状線 PartII～ひと駅ごとの愛物語』劇中音楽
- 関西テレビ ドラマ『大阪環状線 PartIII～ひと駅ごとのスマイル』劇中音楽
- 「流れ星のワルツ」（クレモンティーヌへの提供曲）
- ミュージカル「The Circus!」劇中音楽
- ミュージカル「The Circus! Episode One -The Core-」劇中音楽
- 江國香織×森雪之丞「扉のかたちをした闇」劇中音楽
- ONODERA GROUP CM曲「いつか、だれかに」
- 東京ドームシティ 和ハロウィーンイベント・テーマソング「ニッポンハロウィーン音頭」

## 出演

### CM
- CASIO「Privia」 ピアニスト役（2013年）

## 参加CD/DVD
- ソノダバンド「prelude」(2007年)
- ソノダバンド「moratorium」(2008年)
- エリック・マーティン「Mr. Vocalist X'mas」 (2009年)
- ソノダバンド「shiftrise」(2010年)
- ソノダバンド「ルネサンス」(2010年)
- ソノダバンド「2010年5月15日のソノダバンド」(2010年)
- ミドリカワ書房「みんなのうた4"ever"」(2010年)
- GRAN TURISMO 5「ORIGINAL GAME SOUNDTRACK」(2010年)
- ソノダバンド「光、透明、または情熱」(2011年)
- ソノダバンド「疾走」(2011年)
- ソノダバンド「2010年12月25日のソノダバンド」(2011年)
- 水樹奈々「NANA MIZUKI LIVE GRACE -ORCHESTRA-」(2011年)
- 由紀さおり「季節の足音」(2012年)
- ソノダバンド「火の玉」(2012年)
- マルシア「Marcia」(2013年)
- 上條恒彦「生きているということは」(2013年)
- JABBERLOOP×ソノダバンド「SUMMERに向けてまっしぐらツアー」(2013年)
- 園田涼「Do (Not) Let Me Go」(2013年)
- 園田涼「YOU」「I」(2014年)
- 「Sing! Sing! Sing!1st Season」(2014年)
- クレモンティーヌ「CLEMENTINE SINGS Disney」(2014年)
- AKIHIDE「月と星のキャラバン」(2015年)
- GACKT×東京フィルハーモニー交響楽団「第二回 華麗なるクラシックの夕べ」(2015年)
- 「Sing! Sing! Sing! 2nd Season」(2015年)
- RYO SONODA Piano Trio, The Longing「Love Letter to Chopin」(2015年)
- 湯浅桃子「Lullaby from the sky」(2015年)
- AKIHIDE「ふるさと」(2016年)
- JUNHO(From 2PM)「Solo Tour 2015 "LAST NIGHT"」(2016年)
- 三角関係 feat. 三浦拓也「交際宣言」(2016年)
- 枝並千花「LOTUS」(2016年)
- 中川晃教「中川晃教デビュー15周年記念プレミアム・コンサートwith東京シティ・フィルハーモニック管弦楽団」(2016年)
- KinKi Kids「2015-2016 Concert」(2016年)
- 上間綾乃「タミノウタ」(2017年)
- JUNHO(From 2PM)「Solo Tour 2016 "HYPER"」(2017年)
- ソノダオーケストラ　ライブ会場限定販売CD(2017年)
- KinKi Kids「We are KinKi Kids Dome Concert 2016-2017 TSUYOSHI & YOU & KOICHI」(2017年)
- 水瀬いのり「BLUE COMPASS」(2018年)
- ソノダオーケストラ「MICHELANGELO」(2018年)
- KinKi Kids「KinKi Kids CONCERT 20.2.21 -Everything happens for a reason-」(2018年)
- JUNHO(From 2PM)「JUNHO (From 2PM) Solo Tour 2017 “2017 S/S"」(2018年)
- Juny-A&園田涼「Moon」(2018年)
- 大橋純子「Terra3～歌は時を越えて～」(2019年)
- 井上苑子「白と色イロ」（2019年）
- 鈴木愛理「Escape」(2019年)
- JUNHO(From 2PM)「JUNHO (From 2PM) Solo Tour 2018 "FLASHLIGHT"」(2019年)
- Juny-A&園田涼「星空バラッド」(2019年)
- JUNHO(From 2PM)「JUNHO(From 2PM)Last Concert“JUNHO THE BEST"」(2020年)